# حواس عكيد
حواس عكيد أو حواس خليل سعدون من مواليد بلدة المعبدة التابعة لمحافظة الحسكة، 15 يوليو 1981م، حاصل على الماجستير في العلاقات الدولية والدبلوماسية، وهو عضو الهيئة السياسية في الإئتلاف الوطني السوري المعارض، وعضوًا في المجلس الوطني الكردي وأحد مؤسسي حركة الإصلاح الكردي-سوريا، كما انه عضو الهيئة السياسية للحركة.

## نشاطه السياسي
انضم عكيد إلى صفوف الحزب الديمقراطي التقدمي الكردي في سورية منذ عام 1995م، كمسؤول تنظيم الطلبة في مدينة الحسكة. كما يعد عضو مؤسس لحركة الإصلاح- سورية، حيث انه الآن يشغل منصب عضو الهيئة السياسية في حركة الإصلاح الكردي-سورية. يعد عكيد ممثل حركة الإصلاح في المجلس الوطني الكردي، وشغل عدة مناصب في المجلس، حيث شغل منصب عضو الهيئة التنفيذية، ومنصب رئيس المجلس المحلي للمجلس الوطني الكردي في بلدة المعبدة بمحافظة الحسكة. الآن هو ممثل المجلس الوطني الكردي في الائتلاف الوطني لقوى الثورة والمعارضة السورية وعضو الهيئة السياسية. كما وتم انتخابه مؤخراً في المؤتمر الرياض 2 عضوًا للهيئة التفاوضية وشغل ايضًا منصب المنسق العام للائتلاف السوري مع المكون الكردي.
شارك عكيد في العديد من الدورات في مجال التفاوض والإعلام من خلال منظمات دولية ومنها (كارتر -المنظمة النروجية -المعهد الديمقراطي الوطني للشؤون الدولية -معهد كلينكدال للعلاقات الدولية الهولندي وغيرها).
يذكر أن عكيد هو مؤسس مجلس السلم الأهلي في بلدة المعبدة وريفها ومن المشاركين في تأسيس المجلس في كل من القامشلي وعامودا.
عرف بمعارضته للنظام السوري وتعرض للملاحقة والاعتقال على خلفية نشاطه السياسي في الانتفاضة الكردية في 12 آذار 2004، في فرع المخابرات العسكرية (فرع فلسطين).
كان عكيد من المشاركين في الملتقى الوطني لكل قوى المعارضة في فندق سميراميس في دمشق من أجل إيجاد حل وإنهاء استبداد النظام وتحقيق أهداف الثورة.
اعتقلته قوات الأسايش التابعة لحزب الاتحاد الديمقراطي عام 2016 في مدينة المالكية، سوريا. حيث أصدر الإئتلاف الوطني السوري بيانًا يدين فيه عملية الاعتقال التي أطالت عضوها، عكيد، من قِبل القوات التابعة لحزب الاتحاد الديمقراطي، ووصفته بالسلوك القمعي. وأُطلق سراحه بعد عدة أيام.